# (19618) Maša
(19618) Maša, désignation internationale (19618) Masa, est un astéroïde de la ceinture principale.

## Description
(19618) Masa est un astéroïde de la ceinture principale. Il fut découvert le 11 août 1999 à Črni Vrh par Jure Skvarč. Il présente une orbite caractérisée par un demi-grand axe de 2,35 UA, une excentricité de 0,21 et une inclinaison de 9,1° par rapport à l'écliptique.

## Compléments